# Vermileo fascipennis
Vermileo fascipennis är en tvåvingeart som först beskrevs av Samuel Wendell Williston  1895.  Vermileo fascipennis ingår i släktet Vermileo och familjen Vermileonidae. Inga underarter finns listade i Catalogue of Life.